# Blongios de Sturm
Botaurus sturmii
Espèce
Statut de conservation UICN

 LC  : Préoccupation mineure
Le Blongios de Sturm (Botaurus sturmii) est une espèce de petit héron qui appartient à la famille des Ardeidae.
Son nom commémore le graveur et ornithologue allemand Johann Heinrich Christian Friedrich Sturm (de) (1805-1862).

## Alimentation
Il se nourrit principalement de sauterelles, de grenouilles mais aussi de coléoptères aquatiques, de petits poissons, de crabes, d'araignées et d'escargots.

## Aire de répartition

En jaune : zone de nidification ; en vert : résidence permanente.